# H. Maria Maior
De H. Maria Maior is een gebouw van de Oud-Katholieke Kerk aan de Voorstraat in de stad Dordrecht, in de Nederlandse provincie Zuid-Holland. 

## Geschiedenis
Na de Reformatie, omstreeks 1600, kwamen in een huis aan de Voorstraat, in het blok tussen Heer Heymansuystraat en Mariënbornstraat, katholieken in het geheim bij elkaar voor misvieringen. Het katholicisme was destijds verboden, maar in de tweede helft van de 17e eeuw was de stedelijke overheid soepeler zodat omstreeks 1700 een permanent kerkgebouw kon worden neergezet. Deze schuilkerk kwam direct achter een woonhuis te staan in het tuinengebied tussen de Voorstraat en de Wijngaardstraat. Dordrecht kende in de 18e eeuw drie katholieke schuilkerken: de Bonifatiuskerk aan de Kuipershaven, Maria Maior aan de Voorstraat en Maria Minor aan de Hoge Nieuwstraat. In 1723 gingen de parochies Maria Maior en -Minor over naar de zogenaamde Oud-Bisschoppelijke Cleresie, een groep die zich had losgemaakt van de Rooms Katholiekek kerk. De Bonifatiuskerk bleef trouw aan de paus van Rome. In de loop van de 18e en 19e eeuw verloor de Oud-Bisschoppelijke Cleresie veel aanhang en werden veel kerken gesloten, waaronder in 1792 de Maria Minor.

### Nieuwe kerk
Wegens bouwvalligheid werd in 1837 besloten de kerk af te breken en een nieuwe te bouwen. Omdat inmiddels alle kerkgenootschappen voor de wet gelijk waren gesteld kon de nieuwe kerk gewoon met de voorgevel aan de straat worden gebouwd. Omdat er in dat geval twee woonhuizen zouden moeten worden gesloopt werd besloten om de kerk toch zo'n twintig meter achter de rooilijn van de Voorstraat te plaatsen. Aangezien het aantal oudkatholieken bleef dalen werd door stadsbouwmeester George Nicolaas Itz in 1842 een aanzienlijk kleinere kerk gebouwd. De inventaris van de oude kerk zou hier niet meer in passen en alle grote stukken zoals altaar met opstand, communiebank, preekstoel en orgel werden daarom van de hand gedaan. Het orgel werd verkocht aan de 'Christelijk Afgescheiden Gemeente' en kwam in de Wilhelminakerk aan de Blekersdijk te staan. De nieuwe Maria Maior werd ingericht met de preekstoel, de communiebank en de 16-lichts kaarsenkroon uit de eerder afgebroken Maria Minorkerk. In 1844 bouwden de Rotterdamse orgelbouwers Kam & Van der Meulen een klein twee-klaviersorgel voor de kerk.

## Latere geschiedenis
Na 1860 leefde het ledental van de kerk weer wat op en gedurende de laatste decennia van de 19e eeuw werden er maatregelen genomen om in de kerkruimte meer kerkgangers te kunnen herbergen. Zo werd met het naar achteren plaatsen van de preekstoel en de communiebank de altaarruimte weliswaar kleiner, de bruikbare kerkruimte werd groter. De herenbanken en losse stoelen werden verwijderd om kerkbanken te kunnen plaatsen. Later werden de mat-witte ramen voorzien van gekleurd glas-in-lood. In 1939 werd het orgel dat niet meer voldeed verkocht. In de bestaande kas bouwde de Utrechtse orgelbouwer Sanders een nieuw orgel. 

### Restauratie
Na de Tweede Wereldoorlog de buurt rond de kerk sterk verpauperd. Er kwamen plannen om de buurt te saneren en ook de kerk af te breken. Toen deze plannen eind jaren 1970 vaste vorm kregen nam het kerkbestuur het besluit de kerk niet te slopen maar te laten restaureren. De kerk werd een rijksmonument en sloop was niet meer aan de orde. Ook werd het oude orgel teruggekocht en restauratie en uitbreiding onderworpen. Later zijn de bijgebouwen van de kerk gemoderniseerd.

## Afbeeldingen

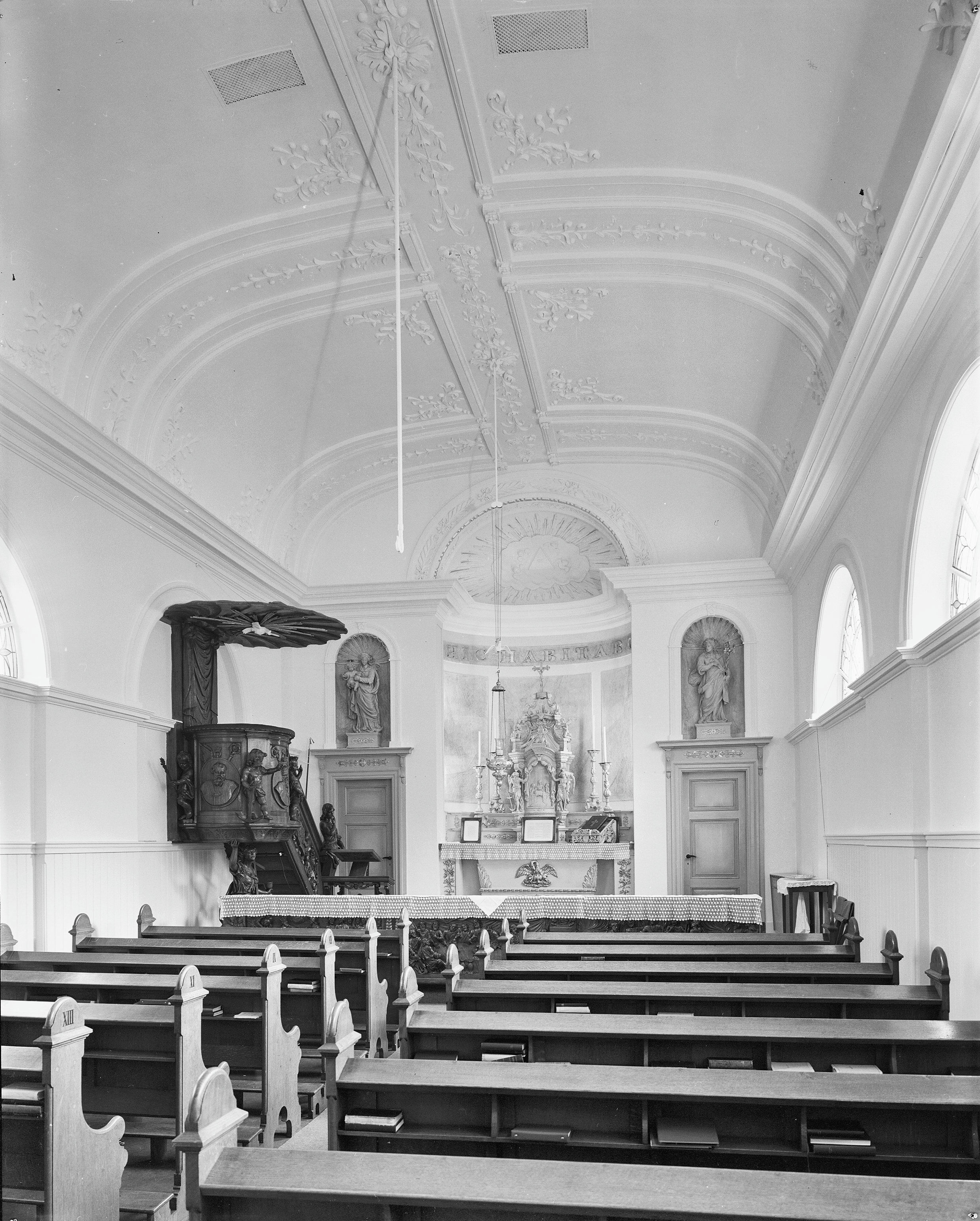
Interieur naar altaar (1974)
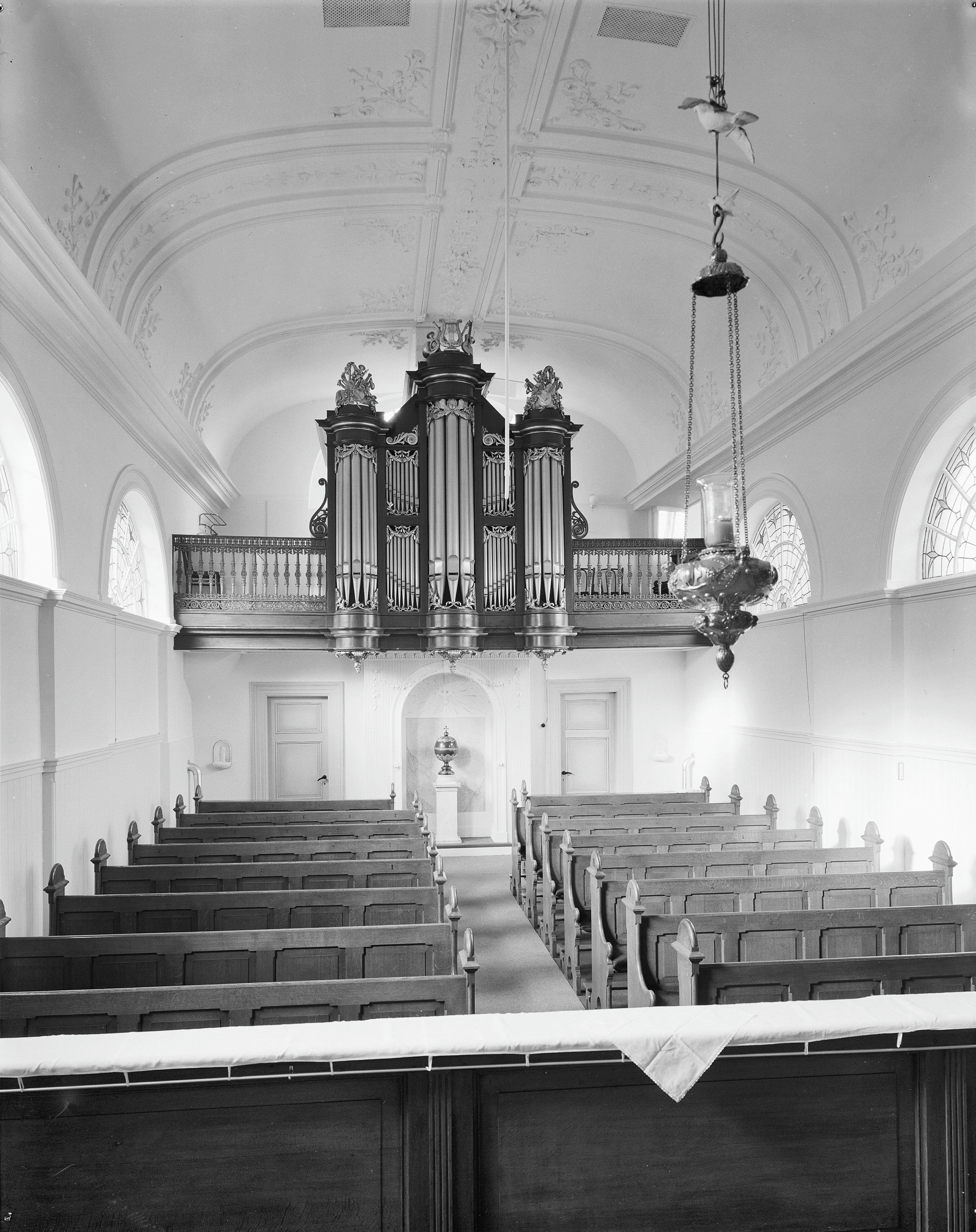
Interieur naar orgel (1974)
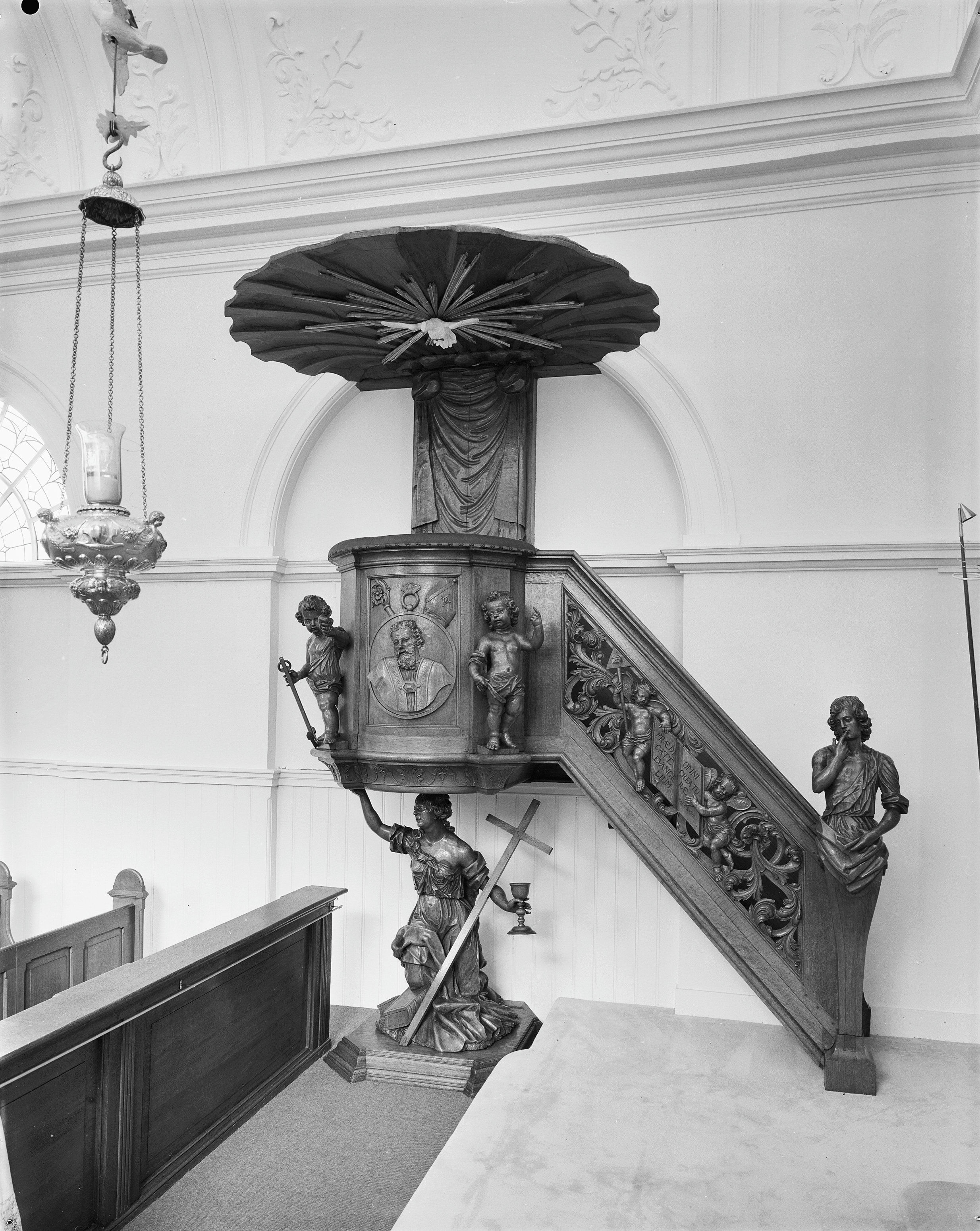
Preekstoel
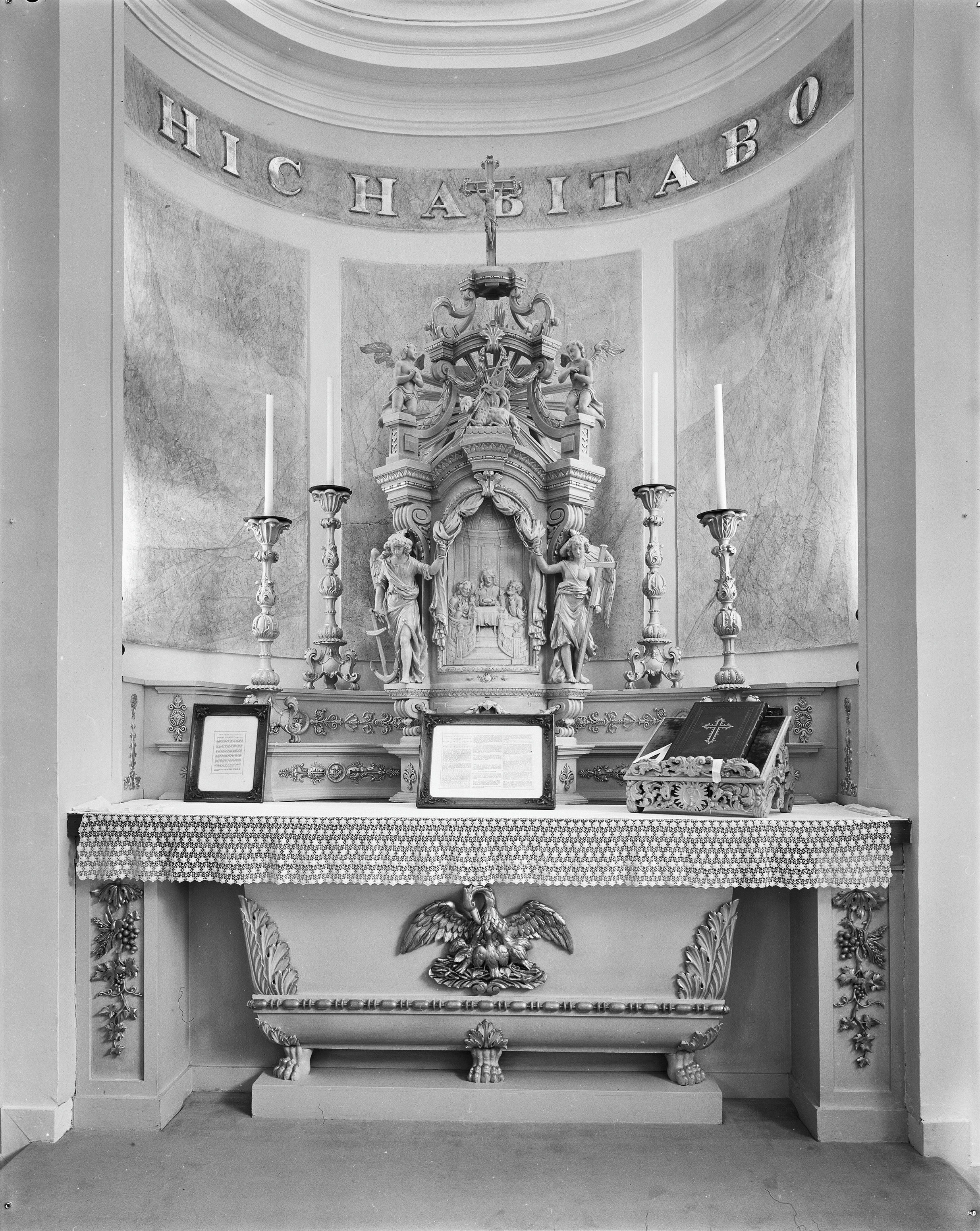
Altaar
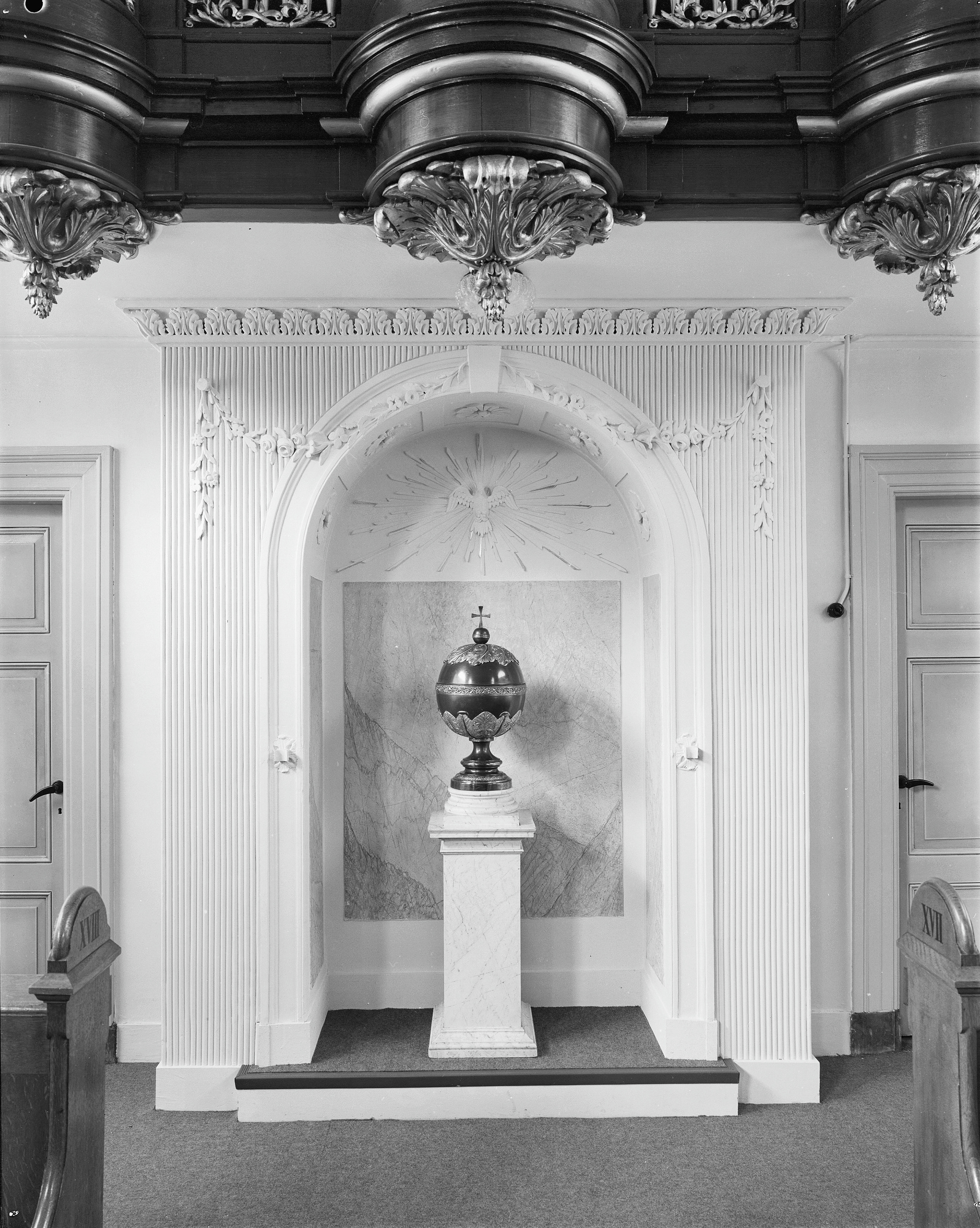
Doopvont